# Station Stary Garbów
Station Stary Garbów is een spoorwegstation in de Poolse plaats Stary Garbów.